# حسینیت، منطقه مسکونی
حسینیت  یک منطقهٔ مسکونی در اردن است.